# الانتخابات التشريعية التركية نوفمبر 2015
الانتخابات التشريعية التركية نوفمبر 2015 (بالتركية: Kasım 2015 Türkiye genel seçimleri) هي انتخابات في تركيا في 1 نوفمبر 2015 وسينتخب فيها النواب ال550 المكونين الجمعية الوطنية الكبرى. تأتي هذه الانتخابات خمسة أشهر بعد الانتخابات التشريعية التركية يونيو 2015، ولكن لم يحصل إتفاق حول تكوين حكومة ائتلافية بين الأحزاب المكونة للبرلمان التركي.

تم تكوين حكومة تصريف أعمال مؤقتة تجمع شخصيات من ثلاثة أحزاب في البرلمان إلى جانب مستقلين وذلك عملا بالفصل 114 من الدستور التركي لسنة 1982 وذلك في 28 أغسطس 2015 وهي حكومة أحمد داوود أوغلو الثانية. في 21 أغسطس 2015، قام الرئيس رجب طيب أردوغان بإعلان حل البرلمان وذلك عملا بالدستور.
فاز حزب العدالة والتنمية الحاكم بأغلبية ساحقة للمقاعد في الجمعية الوطنية الكبرى ب317 من 550 مقعد، وكذلك حوالي نصف الأصوات ب49.5%، ويذكر أنه شهد تصاعد كبير مقارنة بانتخابات يونيو 2015.

## الخلفية التاريخية
في 24 أغسطس (آب) 2015، دعا الرئيس التركي رجب طيب أردوغان إلى إجراء انتخابات تشريعية مبكرة بعد أن أسفرت انتخابات يونيو التشريعية عن برلمان معلق بعد فشل مفاوضات الائتلاف. وعلى الرغم من أن الانتخابات، والتي وصفها الرئيس أردوغان بأنها بمثابة إعادة لانتخابات يونيو غير الحاسمة، كانت الانتخابات المبكرة السابعة في تاريخ السياسة التركية، إلا أنها كانت الأولى التي تشرف عليها حكومة انتخابية مؤقتة. وقد جعلت هذه الانتخابات البرلمان التركي الخامس والعشرين، المنتخب في يونيو، هو البرلمان الأقصر عمرًا في تاريخ الجمعية الوطنية الكبرى في تركيا، حيث استمر لمدة خمسة أشهر فقط وانعقد لمدة 33 ساعة.
أُجريت الانتخابات في الأول من نوفمبر (تشرين الثاني) 2015 وسط مخاوف أمنية كبيرة بعد انهيار مفاوضات وقف إطلاق النار بين الحكومة ومتمردي حزب العمال الكردستاني في يوليو (تموز) 2015، مما تسبب في استمرار الصراع مع الانفصاليين في جنوب شرق تركيا ذي الأغلبية الكردية، وفقد ما يقرب من 150 من أفراد الأمن حياتهم في الصراع الذي أعقب ذلك، مما تسبب في ازدياد التوتر بين القوميين الأتراك والأكراد وأثار مخاوف أمنية بشأن ما إذا كان من الممكن إجراء انتخابات سلمية في الجنوب الشرقي، حيث وصف المراقبون الظروف بأنها "إراقة دماء متفاقمة". اتهم المنتقدون الحكومة بتأجيج الصراع عمدًا من أجل استعادة الأصوات التي خسرتها أمام حزب الحركة القومية وتقليل نسبة المشاركة في معاقل حزب الشعوب الديمقراطي. سُبقت الانتخابات التشريعية التركية في نوفمبر 2015 بوقوع أعنف هجوم إرهابي في تاريخ تركيا الحديث، بعد أن قتل انتحاريان 102 شخصًا كانوا يحضرون مسيرة سلام في وسط مدينة أنقرة. انتهى الأمر بالعديد من الأحزاب السياسية، ولا سيما حزب الشعب الجمهوري المعارض الرئيسي، إما بإلغاء حملاتها الانتخابية بالكامل أو تخفيفها بشكل كبير في أعقاب الهجوم. كذلك قُتل فهمي دمير، زعيم حزب الحقوق والحريات في حادث مروري قبل ستة أيام من الانتخابات.

## النظام الانتخابي
البرلمان التركي (الجمعية الوطنية الكبرى) يتكون من 550 نائب، يتم انتخابهم لأربعة سنوات حسب التمثيل النسبي في ال85 دائرة انتخابية في تركيا، وهي عدد المحافظات التركية ماعدا أنقرة وإسطنبول وإزمير. المرشحين في قوائم الأحزاب السياسية، لا يفوزوا إلا إذا تحصل حزبهم على 10% على المستوى الوطني، وإذا قدم مرشحين على كل مقعد على الأقل في نصف الدوائر الانتخابية.
| الدائرة الانتخابية | عدد المقاعد |
| ------------------ | ----------- |
| أضنة               | 14          |
| أديامان            | 5           |
| أفيون قره حصار     | 5           |
| أغري               | 4           |
| آق سراي            | 3           |
| أماصيا             | 3           |
| أنقرة              | 32          |
| أنقرة I            | 18          |
| أنقرة II           | 14          |
| أنطاليا            | 14          |
| أرداهان            | 2           |
| أرتوين             | 2           |
| أيدين              | 7           |

| الدائرة الانتخابية | عدد المقاعد |
| ------------------ | ----------- |
| بالق أسير          | 8           |
| بارتين             | 2           |
| بطمان              | 4           |
| بايبورت            | 2           |
| بيله جك            | 2           |
| بينكل              | 3           |
| بدليس              | 3           |
| بولى               | 3           |
| بوردور             | 3           |
| بورصة              | 18          |
| جاناكالي           | 4           |
| جانقري             | 2           |
| جوروم              | 4           |

| الدائرة الانتخابية | عدد المقاعد |
| ------------------ | ----------- |
| دنيزلي             | 7           |
| دياربكر            | 11          |
| دوزجه              | 3           |
| ادرنة              | 3           |
| إلازغ              | 4           |
| أرزينجان           | 2           |
| أرضروم             | 6           |
| أسكي شهر           | 6           |
| عنتاب              | 12          |
| غيرسون             | 4           |
| كوموش خانة         | 2           |
| هكاري              | 3           |
| هاتاي              | 10          |

| الدائرة الانتخابية | عدد المقاعد |
| ------------------ | ----------- |
| اغدير              | 2           |
| إسبرطة             | 4           |
| إسطنبول            | 88          |
| إسطنبول I          | 31          |
| إسطنبول II         | 26          |
| إسطنبول III        | 31          |
| ازمير              | 26          |
| ازمير I            | 13          |
| ازمير II           | 13          |
| قهرمان مرعش        | 8           |
| قارص               | 3           |
| قسطموني            | 3           |
| كارابوك            | 2           |

| الدائرة الانتخابية | عدد المقاعد |
| ------------------ | ----------- |
| كارامان            | 2           |
| قيصرية             | 9           |
| كلس                | 2           |
| قرقلر ايلي         | 3           |
| قيريق‌قلعه          | 3           |
| قرشهر              | 2           |
| قوجه ايلي          | 11          |
| قونية              | 14          |
| كوتاهية            | 4           |
| ملطية              | 6           |
| مانيسا             | 9           |
| ماردين             | 6           |
| مرسين              | 11          |

| الدائرة الانتخابية | عدد المقاعد |
| ------------------ | ----------- |
| موغلا              | 6           |
| موش                | 3           |
| نوشهر              | 3           |
| نيدا               | 3           |
| أردو               | 5           |
| عثمانية            | 4           |
| ريزه               | 3           |
| صقاريا             | 7           |
| سامسون             | 9           |
| سعرد               | 3           |
| سينوب              | 2           |
| سيواس              | 5           |
| شانلي أورفة        | 12          |

| الدائرة الانتخابية | عدد المقاعد |
| ------------------ | ----------- |
| شرناق              | 4           |
| تكيرداغ            | 6           |
| توقات              | 5           |
| طرابزون            | 6           |
| تونجلي             | 2           |
| أوشاك              | 3           |
| وان                | 8           |
| يالوفا             | 2           |
| يوزغات             | 4           |
| زانغولداك          | 5           |
| المجموع            | 550         |

## النتائج

### النتائج العامة
| الحزب                                                     | الحزب                      | الأصوات    | النسبة | المقاعد | نسبة المقاعد |
| --------------------------------------------------------- | -------------------------- | ---------- | ------ | ------- | ------------ |
|                                                           | حزب العدالة والتنمية       | 933 669 23 | 49.48% | 317     | 57.45%       |
|                                                           | حزب الشعب الجمهوري         | 801 108 12 | 25.31% | 134     | 24.36%       |
|                                                           | حزب الحركة القومية         | 035 691 5  | 11.90% | 40      | 7.27%        |
|                                                           | حزب الشعوب الديمقراطي      | 108 144 5  | 10.75% | 59      | 10.73%       |
|                                                           | حزب السعادة                | 910 325    | 0.68%  | 0       | 0            |
|                                                           | حزب الاتحاد الكبير         | 723 262    | 0.55%  | 0       | 0            |
|                                                           | الحزب الوطني               | 591 119    | 0.25%  | 0       | 0            |
|                                                           | حزب الحقوق والحريات        | 161 110    | 0.23%  | 0       | 0            |
|                                                           | حزب التحرير الشعبي         | 137 85     | 0.18%  | 0       | 0            |
|                                                           | الحزب الديمقراطي           | 352 69     | 0.14%  | 0       | 0            |
|                                                           | الحزب الشيوعي              | 970 53     | 0.11%  | 0       | 0            |
|                                                           | حزب تركيا المستقلة         | 028 51     | 0.11%  | 0       | 0            |
|                                                           | حزب اليسار الديقراطي       | 044 32     | 0.07%  | 0       | 0            |
|                                                           | الحزب الديمقراطي الليبرالي | 498 27     | 0.06%  | 0       | 0            |
|                                                           | حزب الأمة                  | 034 20     | 0.04%  | 0       | 0            |
|                                                           | حزب الطريق القويم          | 087 14     | 0.03%  | 0       | 0            |
|                                                           | مستقلين                    | 165 52     | 0.11%  | 0       | 0            |
|                                                           |                            |            |        |         |              |
| المجموع                                                   | المجموع                    | 149 522 48 | 100%   | 550     | 100%         |
|                                                           |                            |            |        |         |              |
| الأصوات الصحيحة                                           | الأصوات الصحيحة            | 577 837 47 | 98.59% |         |              |
| الملغاة/البيضاء                                           | الملغاة/البيضاء            | 572 684    | 1.41%  |         |              |
|                                                           |                            |            |        |         |              |
| المصوتين (نسبة المشاركة)                                  | المصوتين (نسبة المشاركة)   | 149 522 48 | 85.18% |         |              |
| الإمتناع عن التصويت                                       | الإمتناع عن التصويت        | 950 442 8  | 14.82% |         |              |
| مجموع المسجلين                                            | مجموع المسجلين             | 099 965 56 | 100%   |         |              |
| المصدر: وكالة الأناضول و مؤسسة الإذاعة والتلفزيون التركية |                            |            |        |         |              |

### تركيبة البرلمان

تركيبة البرلمان

| الحزب | الحزب                 | البرلمان التركي ال25 (انتخابات يونيو 2015) | البرلمان التركي ال25 (انتخابات يونيو 2015) | البرلمان التركي ال26 (انتخابات نوفمبر 2015) |
| الحزب | الحزب                 | عند بداية المجلس                           | عند نهاية المجلس                           | عند بداية المجلس                            |
| --- | --------------------- | ------------------------------------------ | ------------------------------------------ | ------------------------------------------- |
| | حزب العدالة والتنمية  | 258 / 550                                  | 259 / 550                                  | 317 / 550                                   |
| | حزب الشعب الجمهوري    | 132 / 550                                  | 131 / 550                                  | 134 / 550                                   |
| | حزب الشعوب الديمقراطي | 80 / 550                                   | 80 / 550                                   | 59 / 550                                    |
| | حزب الحركة القومية    | 80 / 550                                   | 79 / 550                                   | 40 / 550                                    |
| | مستقلين               | 0 / 550                                    | 1 / 550                                    | 0 / 550                                     |
| المجموع | المجموع               | 550                                        | 550                                        | 550                                         |
| بعد انتخابات يونيو، إحسان أوزكيز عن حزب الشعب أصبح مستقل، وطغرل تركش عن الحركة القومية ذهب للعدالة والتنمية. |                       |                                            |                                            |                                             |

## مقالات ذات صلة
- الانتخابات في تركيا
- الجمعية الوطنية الكبرى
- تفجير أنقرة 2015

## روابط خارجية
- الموقع الرسمي للمجلس التركي الانتخابي الأعلى.